# Juan Ignacio Meza
Juan Ignacio Meza Abarca (Santiago, Chile, 25 de diciembre de 1993) es un jinete de rodeo chileno. En el Campeonato Nacional de Rodeo de 2015 fue campeón junto a Luis Ignacio Urrutia, montando a "Arremángamelo" y "Preferido", logrando 37 puntos buenos. Fue una gran sorpresa para los medios de prensa y para el público asistente a la Medialuna Monumental de Rancagua ya que dejó en el segundo puesto al criadero Vista Volcán y en el tercer lugar a los del Santa Isabel. 
Es hermano del excampeón de Chile José Tomás Meza. Al finalizar la temporada 2014-2015 se ubicó en el primer lugar del ranking de jinetes con 212 puntos.

## Campeonatos nacionales
| Año  | Collera              | Caballos                      | Puntaje | Asociación   |
| ---- | -------------------- | ----------------------------- | ------- | ------------ |
| 2015 | Luis Ignacio Urrutia | "Arremángamelo" y "Preferido" | 37      | Santiago Sur |